# If Only I Could
If Only I Could ist ein Lied des deutsch-amerikanischen Sängers Sydney Youngblood. Es erschien im August 1989 als Single wie auch im Herbst auf dem Album Feeling Free.

## Entstehung und Inhalt
Es handelt sich um einen Dance-Popsong, der mit Handclaps, Synthesizern und Akustikgitarrensolopassagen aufwartet. Der Titel basiert auf einem Sample der Rhythmusspuren des House-Songs Break 4 Love von Raze aus dem Jahr 1988. Der Songtext ist ein Plädoyer für Frieden und Einigkeit der Menschen, im Refrain wünscht sich der Protagonist, die Welt in einen besseren Ort verwandeln zu können. Geschrieben wurde der Titel von Sydney Youngblood, Ralf Hamm, Markus Staab und Claus Zundel, produziert wurde er von Zundel.

## Musikvideo
Im Musikvideo spielt Youngblood vor einem schmucklosen hellen Hintergrund mit einem Basketball, der wie ein Globus bemalt ist, und tanzt zur Musik. Das Musikvideo wurde bei YouTube über 2,4 Millionen Mal abgerufen (Stand: Juni 2021).

## Rezeption
Der Song erschien im August 1989 bei Circa Records/Virgin Records. Die B-Seite war der Titel Spooky. If Only I Could war vor allem in Europa erfolgreich. Im Vereinigten Königreich erreichte die Single Platz drei. Diese Platzierung erzielte sie auch Deutschland, Österreich und der Schweiz. In Belgien (Flandern) erreichte der Song die Spitzenposition der Charts, in den Niederlanden Platz zwei, Frankreich Platz acht, in Schweden Platz neun, in Neuseeland Platz 28 und in Australien Platz 122.

## Coverversionen
Coverversionen existieren unter anderem von Wendy Matthews (1993, Australien Platz 41), Tom Pulse vs. Sydney Youngblood, Sydney Youngblood feat. Bruce Niederfeld & Markus S. aka Supermercato (If Only I Could 2013) sowie Sydney Youngblood feat. Joe (If Only I Could 2014).